# Martín Vidal Romero
Martín Vidal Romero (Torrent, Horta Oest, 1872 - València, 1944) va ser un fotògraf valencià fundador d'una saga de fotògrafs a la qual pertanyen els seus tres fills, Martín, Vicente i Luis, dels quals destaca la labor de Luis; així com els seus descendents, entre ells, el seu net Luis Vidal Vidal i el seu besnet Luis Vidal Ayala.
És considerat un dels primers reporters gràfics valencians. Va començar la seva trajectòria professional com a fotògraf en 1895, any en el qual obre un estudi fotogràfic a la plaça de Sant Esteve, 4 de València. En el seu estudi fotogràfic es realitzen tota mena de fotografies, des de retrats i festes familiars, fins a reportatges per alguna de les publicacions periòdiques de la seva època.
Va iniciar la seva carrera com a artista (la família Vidal té importants membres artistes com el compositor Salvador Giner Vidal i el catedràtic de l'Escola de Belles Arts de Sant Carles, Carlos Giner Vidal, entre altres), estudiant, en un primer moment, música (cursant estudis de violí i viola) amb el seu oncle Salvador, director del conservatori de Música de València; va realitzar diversos concerts amb l'Orquestra Simfònica de València, i fins i tot, en època d'òpera, va actuar al teatre Principal de València.
Més tard estudia en l'Escola de Belles Arts de Sant Carles, però a partir de 1895 es va dedicar a la fotografia, dedicant-se als primers moments al pictoralismo.
Va ser col·laborador habitual de les revistes i periòdics, de l'època, aportant material gràfic a: ABC, Blanco y Negro, Nuevo Mundo, Sol y Sombra, Letras y Figuras i Palmas y Pitos; publicacions per les quals va arribar a treballes moltes vegades en exclusiva.
Els arxius de la publicació, ja desapareguda, La Hormiga de Oro (finals del segle xix, primer terç del segle XX), contenen més de 700 fotos de Martín Vidal Romero (un 10 % del total d'imatges), la qual cosa permet suposar que va treballar també per a aquesta publicació, ja que no existeix documentació que ho confirmi. Entre 1904 i 1911 l'estudi fotogràfic passa a instal·lar-se al carrer Garrigues, 11 i 13.
Poc després de la creació del Diario de Valencia, Martín Vidal Rimero és contractat com fotoperiodista, realitzant aquest treball fins a l'any 1920, sent substituït en el seu treball periodístic pels seus tres fills, Martín, Vicente i Luis.
La seu social de l'estudi durant la Guerra Civil, segons consta en el Registre de Fotògrafs del Centre Documental de la Memòria Històrica de Salamanca, va ser el carrer Ventura de la Vega, 11.
Durant el conflicte bèl·lic, Martín Vidal Romero, igual que els seus fills, va treballar com a corresponsal de guerra per al Diario de Valencia.
Moltes de les seves fotografies han estat exposades en diverses exposicions que podien abastar temàtiques diferents, com centrades en els fotògrafs valencians, i en concret en la saga familiar. Podem destacar, per exemple, “Transformacions. L'Espanya dels anys 20 en els arxius fotogràfics de Telefónica”, mostra dels arxius fotogràfics i fílmics de l'empresa Telefònica, duta a terme per la Fundació Telefònica.
També podem destacar les imatges sobre el barri valencià del Cabanyal, que han integrat l'exposició: “El Cabanyal 1900-1991. Fotografies de la família Vidal”, realitzada pel Museu Valencià d'Etnologia (Muvaet).